# Muzeum Josifa Stalina v Gori

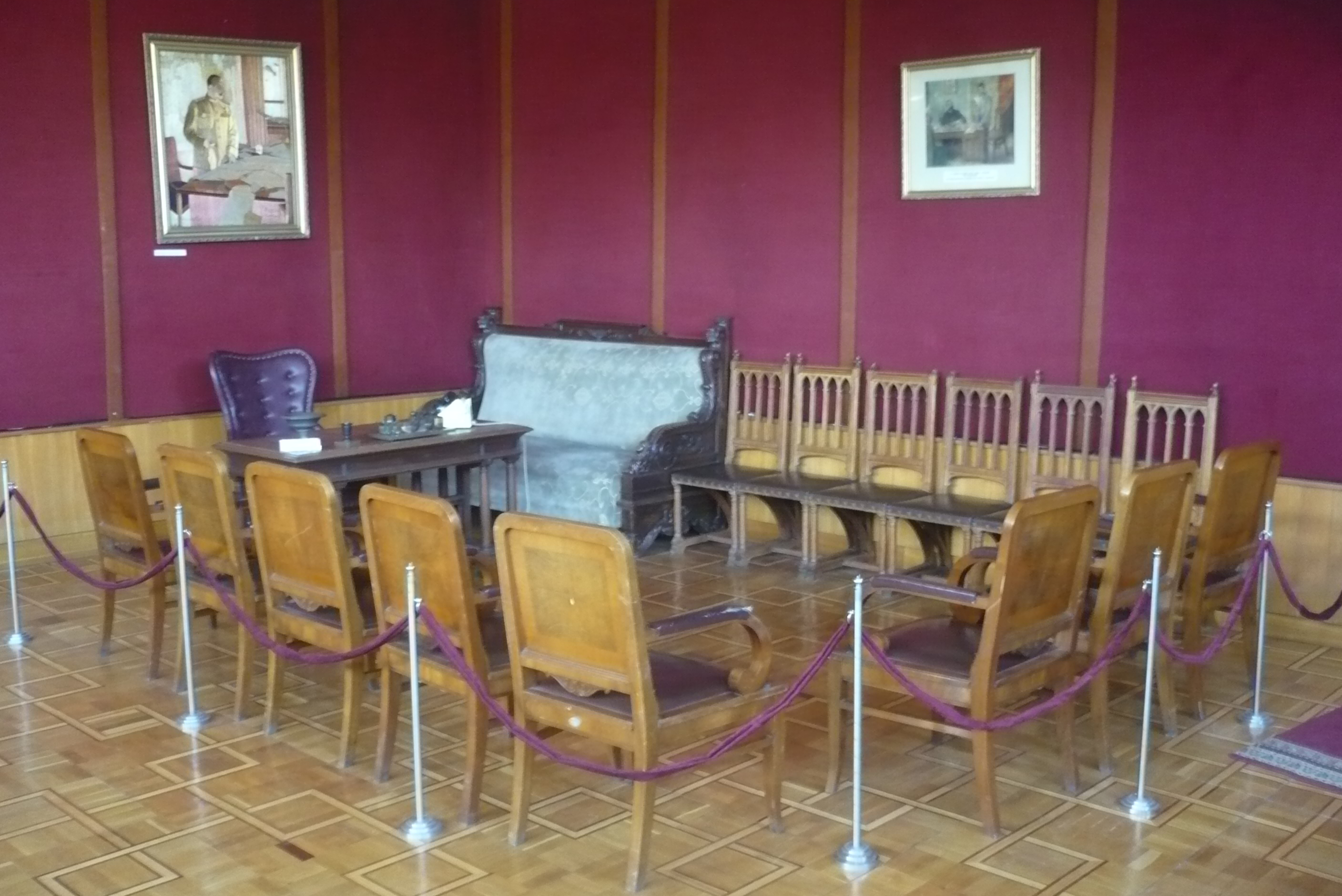
Expozice pracovny J. V. Stalina

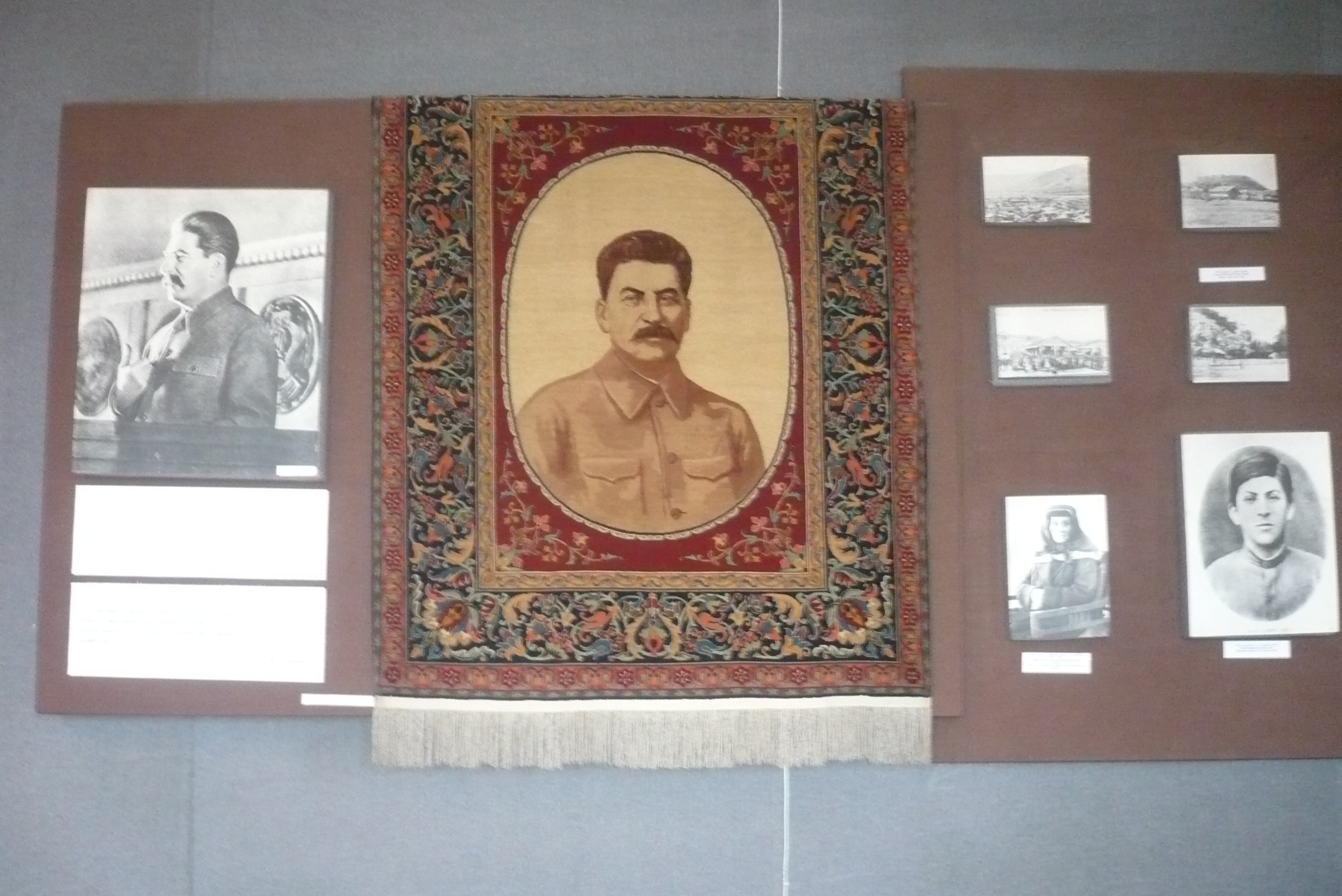
Exponáty v Muzeu Josifa V. Stalina

Muzeum Josifa V. Stalina v Gori je muzeum ve městě Gori v regionu Šida Kartli věnované životu J. V. Stalina, vůdce Sovětského svazu, který se v Gori narodil. Stalinovo muzeum se vyskytuje uprostřed města na Stalinově třídě. Muzeum mapuje Stalinův život, od dětství a dospívání Josifa, který chodil na přání své matky do církevní školy, ze které byl posléze vyloučen přes jeho proměnu v mladého revolucionáře a levicového radikála až po funkci generálního tajemníka Komunistické strany Sovětského svazu a jeho smrti v březnu 1953. Při vstupu do muzea byl do roku 2017 transparent, který varoval návštěvníky: „Toto muzeum je falzifikátem historie. Jedná se o typický příklad sovětské propagandy a jejího pokusu o legitimizaci nejkrvavějšího systému v dějinách.“ J. V. Stalin je významný rodák města Gori a expozice muzea je víceméně oslavou jeho osobnosti. Historické kořeny vzniku muzea se datují do roku 1937. Místní obyvatelé a nadšenci zřejmě uctívali rodný domek, kde se Stalin v roce 1887 narodil a na jeho počest postavili malý přístřešek, který rodný domek chránil a zároveň toto místo tvořilo důstojné vzpomínky na zdejšího rodáka. Muzeum zahájilo svoji činnost po Stalinově smrti v roce 1957. Muzeu se podařilo přežít procesy destalinizace Sovětského svazu, které započal diktátorův nástupce Nikita S. Chruščov. Nikita S. Chruščov odsoudil Stalinův kult osobnosti a jeho zločiny. Všechny jeho sochy byly zničeny, obrazy či portréty odstraněny a historické knihy přepsány. Sovětské úřady zřejmě nechtěly urazit Gruzínce, kteří byli stále hrdí na svého nejslavnějšího rodáka a zároveň bylo město Gori daleko od Moskvy. Po rozpadu Sovětského svazu a v souvislosti s hnutím o gruzínskou nezávislost bylo v roce 1989 uzavřeno, ale později znovu zpřístupněno, takže se stalo populární turistickou atrakcí.

## Členění
Areál Muzea J. V. Stalina je tvořen třemi hlavními expozicemi:

### Stalinův rodný dům
Obestavěna řecko-italským pavilónem je malá dřevěná chatrč, kde se Stalin roku 1878 narodil a strávil zde čtyři roky života se svými rodiči. Rodný dům je dvoupokojový. Stalinův otec, místní švec a alkoholik Vissarion Džugašvili si zde pronajal jednu místnost a v suterénu domku provozoval svoji dílnu.

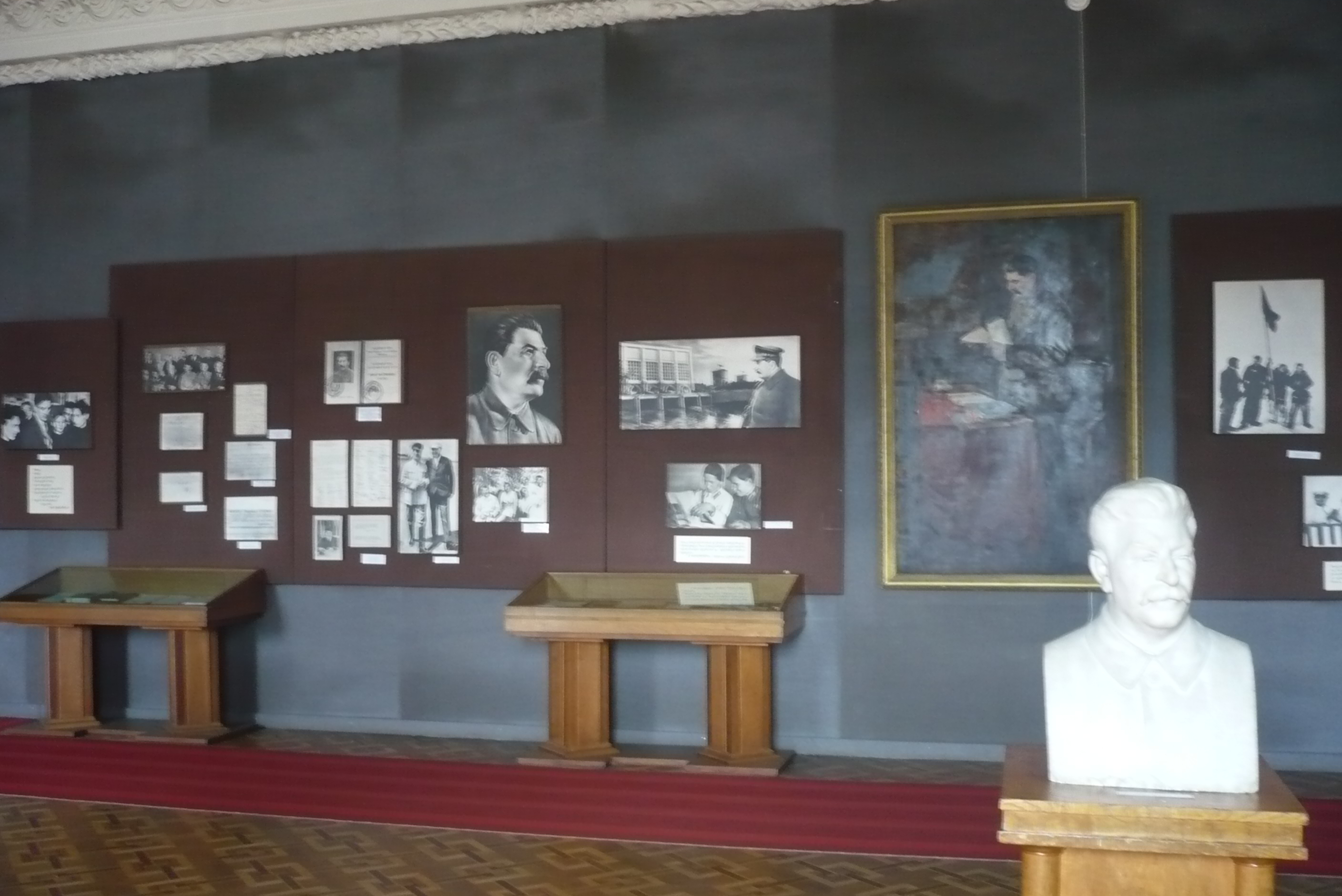
Expozice v hlavním sálu Muzea Josifa V. Stalina

### Stalinovo muzeum

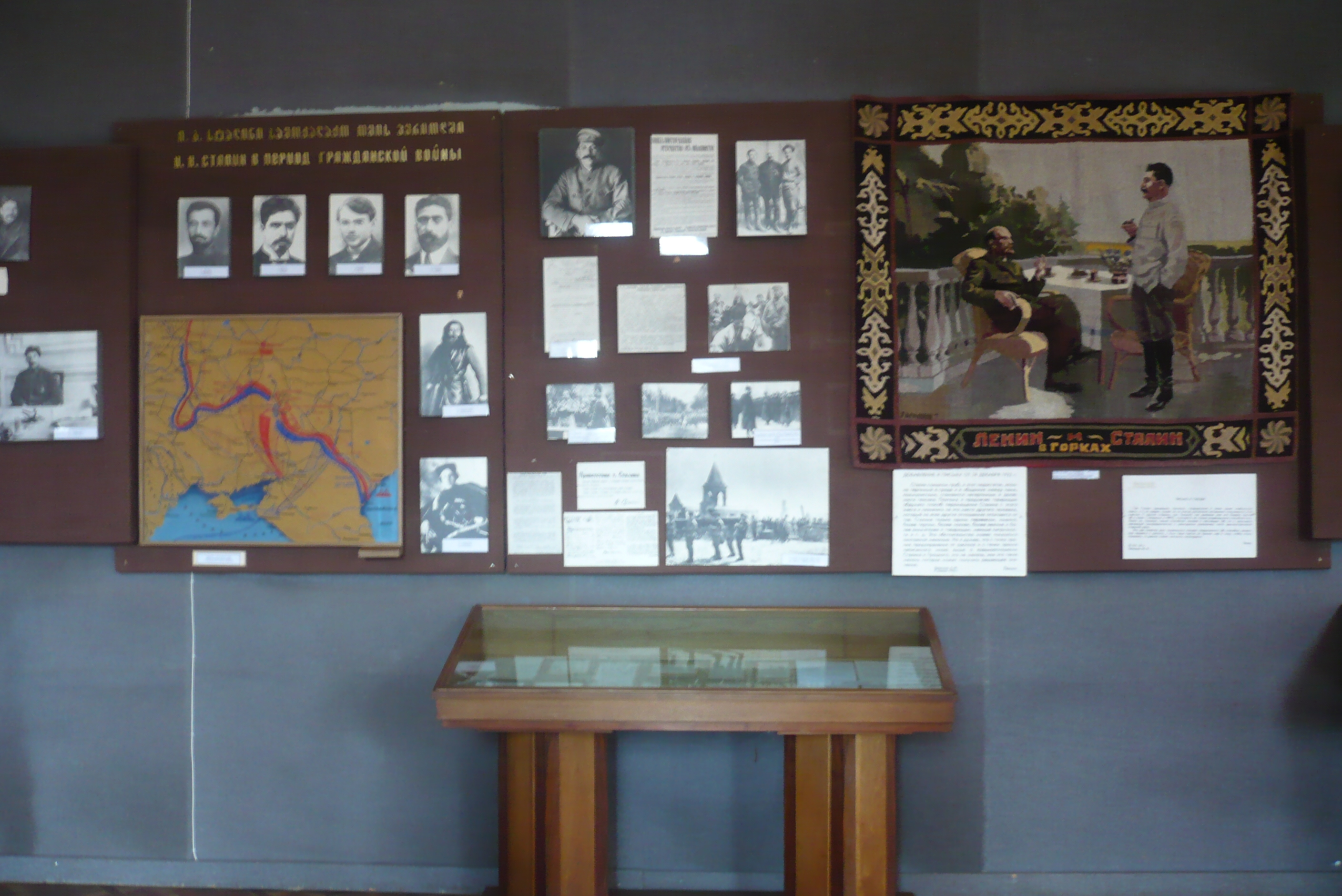
Muzeum J. V. Stalina a jeho exponáty

Po vstupních schodech do budovy muzea se návštěvníci dostanou do hlavního sálu, který je tvořen několika místnostmi. Hlavní sál zachycuje dětství a dospívání Josifa, jeho revoluční a ilegální aktivity. Prohlídku provází mnoho obrazů, ilustrací, novinových článků a dobových fotografií, které mají velkou hodnotu. Expozice dále zachycuje Stalinovu spolupráci s Leninem, Velkou říjnovou socialistickou revoluci v roce 1917 a Leninovu smrt v roce 1924. Leninovi se v muzeu dostává většího prostoru. Je zde představeno několik společných fotografických snímků Lenina se Stalinem. Prohlídku doprovází několik Stalinových obrazů, na kterých je vyobrazen s pevným a vizionářským pohledem a návštěvníci také mohou zhlédnout koberce s vytkaným Stalinovým portrétem. Expozice se dále věnuje Velké vlastenecké válce. Velice zajímavé jsou skutečné Stalinovy předměty a osobní věci. Je zde vystavena Stalinova uniforma, dýmka, stolní lampa s popelníkem a tankem, nádobí a rozsáhlé sbírky darů od světových státníků a bolševických přátel. Expozice zahrnuje rekonstrukci Stalinovy pracovny a jeho kancelářského nábytku. V neposlední řadě mohou návštěvníci zhlédnout Stalinovou posmrtnou masku. Nicméně v expozici muzea není žádná kritika Stalinovy osobnosti. Není zde uvedena zmínka k tématu Gulag, hladomoru na Ukrajině, Stalinovým čistkám a jejich obětem jako byl například Nikolaj Bucharin, Sergej M. Kirov, Grigorij Zinovjev,  Lev Kameněv, Lev D. Trockij atd.

### Externí odkazy

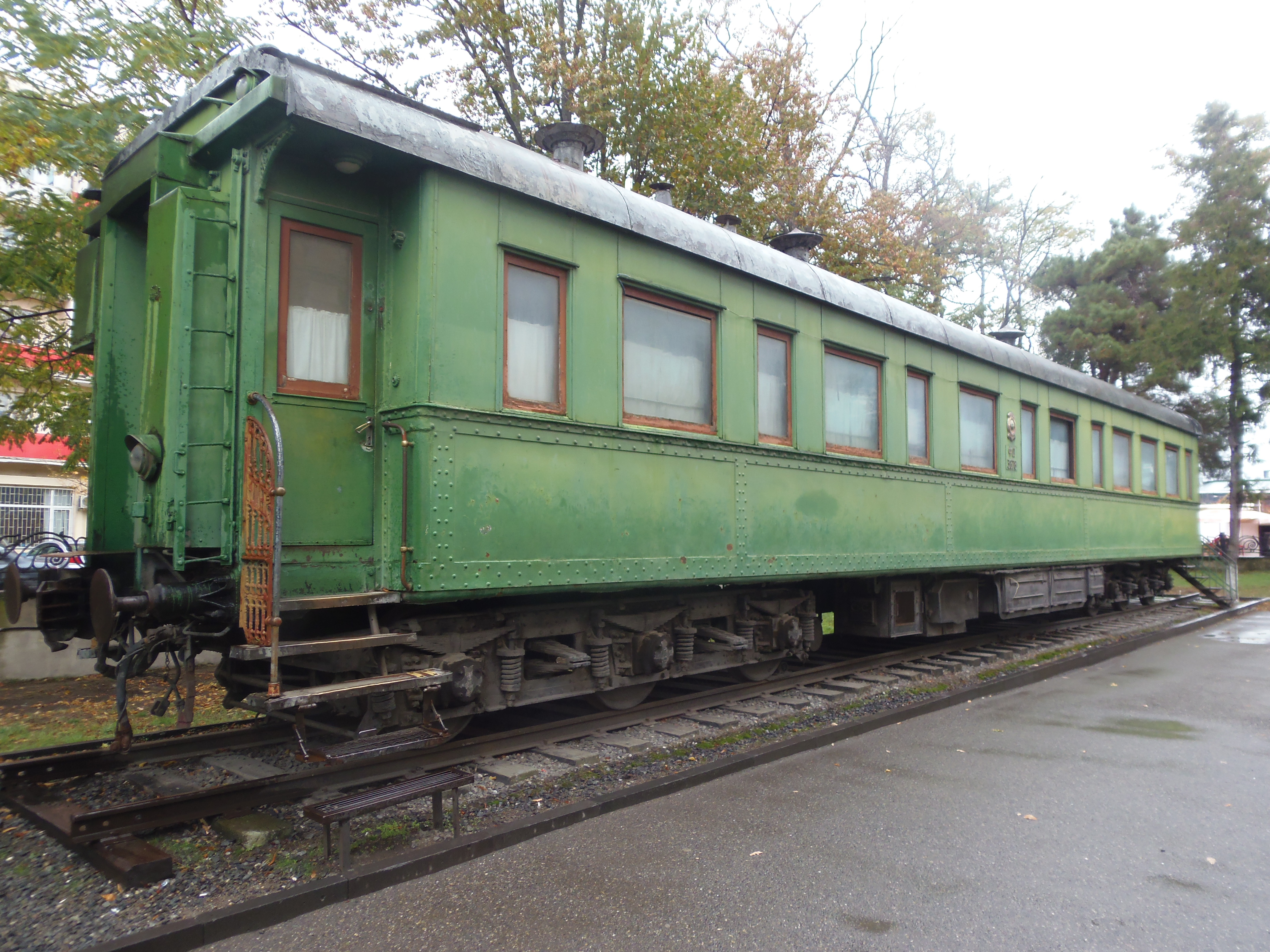
Stalinův osobní železniční vagón

### Stalinův železniční vagón

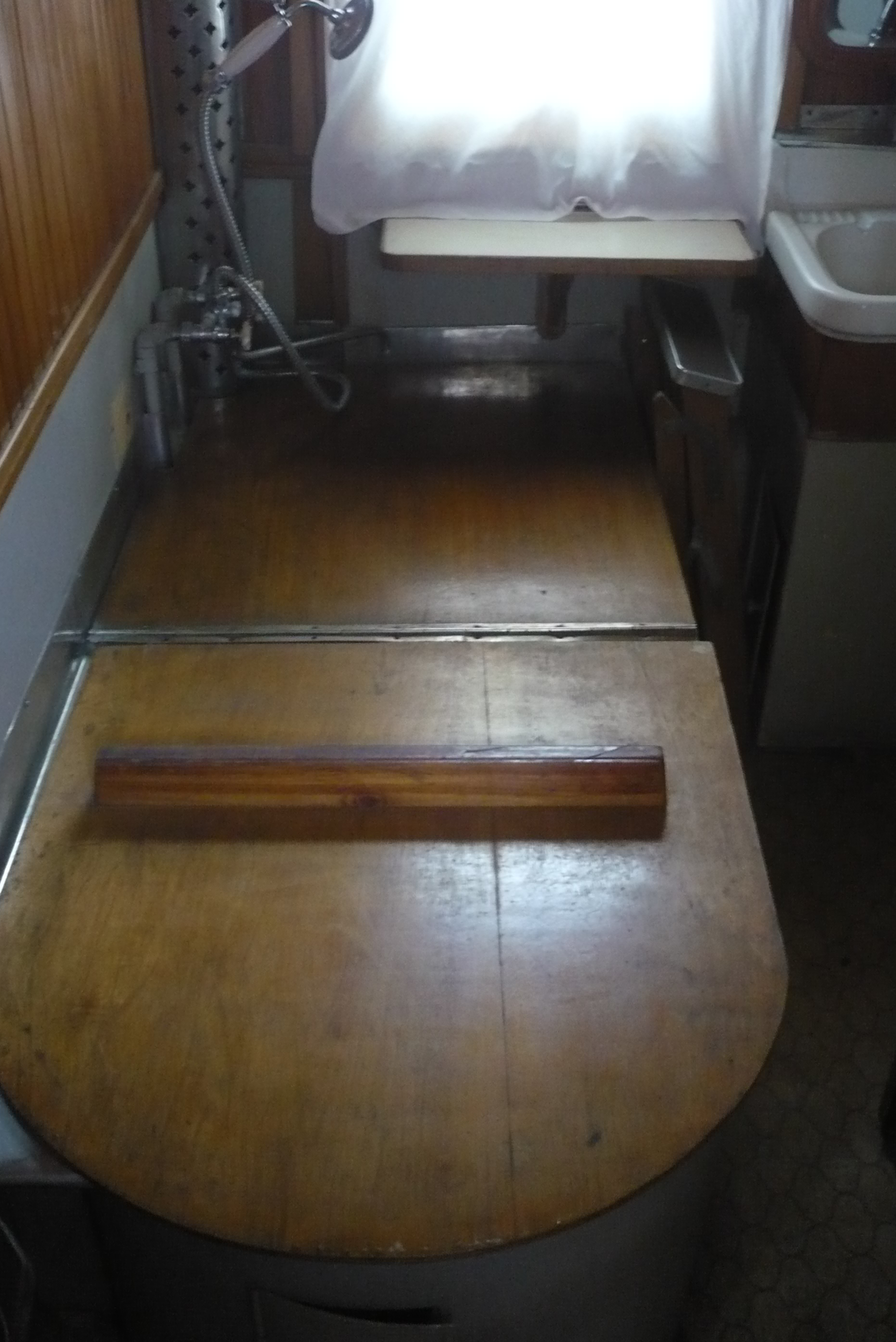
Stalinova osobní koupelna ve vagóně

Součástí expozice je Stalinův osobní železniční vagón americké vagónky Pullman Company, který je obrněný, váží 83 tuny a byl využíván Stalinem od roku 1941. Byl použit mimo jiné u příležitosti konferencí v Jaltě a v Teheránu. Do muzea byl přivezen v roce 1985 ze železničního depa v Rostově na Donu.